# خهكي تشيتاب (كبغيان)
خهكي تشيتاب (بالفارسية: خهکی چیتاب) هي قرية تقع في إيران في قسم كبغيان الريفي. يقدر عدد سكانها بـ 19 نسمة .